# Бакайский заказник
Бака́йский зака́зник (укр. Бакайський заказник) — лесной заказник общегосударственного значения в Херсонской области Украины. Является объектом природно-заповедного фонда Херсонской области.

## История
Статус заказника присвоен согласно постановлению Совета министров УССР от 28 октября 1974 года № 500. В настоящее время принадлежит ГП «Херсонское лесоохотничье хозяйство» (Белозёрское лесничество).

## География
Площадь 420 га. Находится на территории Херсонского района Херсонской области на юге от села Кизомыс.
Расположен в устье Днепра и состоит из острова Бакай и прилегающей к нему акватории. В составе растений заказника порядка 269 видов, присутствуют третичные Реликты (болотноцветник щитолистный, наяда морская, вольфия бескорневая).
На деревьях, а также на изломах тростника размещены гнёзда колоний серых цаплей, малых белых цаплей, обыкновенных квакв, жёлтых цаплей а также караваек. На некоторых ивах расположены гнёзда бакланов. На территории заказника также обитают лысуха, большая поганка и другие виды птиц.